# Caos a Deponia
Caos a Deponia (Chaos on Deponia) è un videogioco in stile avventura punta e clicca sviluppato e pubblicato da Daedalic Entertainment nel 2012. Il sequel di Fuga da Deponia, continua la storia del personaggio principale, Rufus, mentre tenta di scappare dal suo pianeta natale Deponia.

## Trama
All'inizio gioco, il protagonista Rufus (il quale funge da voce narrante) racconta tutti gli avvenimenti che successero nel primo capitolo. Ma quando la schermata si amplierà, si scoprirà che la capsula che stava portando Gal e Cletus verso Elysum è stata quasi tagliata a metà da una sega circolare gigante. Dopo aver raccontato la sua storia, Cletus si risveglia e minaccia Rufus, puntandogli una pistola. I piani dell'Organon sono oramai cambiati e Gal lo convince di dire tutto all'ordine degli anziani di Elysium, in primis sul fatto che c'è ancora vita su Deponia. Rufus preme per sbaglio il tasto dell'espulsione del sedile di Gal, facendola ribaltare, e l'Elysiana rimane appesa a mezz'aria sulla fune. Rufus tenta di raggiungerla ma Cletus spara alla fune, facendo cadere non solo lui, ma anche i due protagonisti. Per fortuna, i due cadono in mezzo al Mar di Ruggine, vicino alla nave del Capitan Bozo, ormeggiata davanti al porto del Mercato Nero galleggiante. Rufus legge poi una lettera, in cui scopre che Doc e Gal sono alla sua officina e Bozo si trova alla taverna. Andando all'officina di Doc, lo si vedrà nel intento di cominciare l’operazione di restauro a Gal. Dopo l’operazione, Gal si riprende e se ne va disgustata, in quanto la sua memoria è divisa in tre parti: la spavalda, la bambina e l'agguerrita, rappresentanti rispettivamente il suo senso di bellezza, la sua innocenza e la sua ferocia.
Da qui in poi, Rufus dovrà cercare di convincere tutte e tre le controparti a seguirlo attraverso il raggiungimento di alcuni obiettivi. Dopo queste e altre peripezie, però, Gal viene rapita e spetterà all'eroe salvarla dalla criminalità organizzata. Di nuovo libera, la ragazza aiuterà Rufus nella sua avventura, scambiando la sua personalità a seconda dei casi tramite l'utilizzo di un telecomando apposito.

## Modalità di gioco
Il gameplay principale è rimasto invariato, rispetto alla puntata precedente. Il giocatore controlla Rufus attraverso diversi sfondi altamente dettagliati, raccogliendo e combinando oggetti più piccoli e interagendo con le macchine per risolvere enigmi e far avanzare ulteriormente la trama.

## Doppiaggio
| Personaggio | Doppiatore italiano    |
| ----------- | ---------------------- |
| Rufus       | Alessandro Lussiana    |
| Gal         | Alice Bongiorni        |
| Donna       | Alice Bongiorni        |
| Toni        | Alice Bongiorni        |
| Cletus      | Gabriele Marchingiglio |
| Garlef      | Gabriele Marchingiglio |
| Doc         | Aldo Stella            |
| Ornitologo  | Aldo Stella            |
| Alex        | Aldo Stella            |
| Janosh      | Aldo Stella            |
| Bozo        | Renzo Ferrini          |
| McThulu     | Renzo Ferrini          |
| Leabold     | Renzo Ferrini          |
| Utz         | Simona Biasetti        |
| Armaiola    | Simona Biasetti        |
| Mamma       | Simona Biasetti        |
| Argus       | Andrea Bolognini       |
| Nod         | Andrea Bolognini       |
| Ristoratore | Andrea Bolognini       |
| Goon        | Andrea Bolognini       |
| Pescatore   | Gianni Quillico        |
| Shop-O-Mat  | Gianni Quillico        |
| Farmacista  | Gianni Quillico        |
| Oracolo     | Gianni Quillico        |
| Robo-Can    | Luca Sandri            |
| Crane       | Luca Sandri            |
| Gondoliere  | Luca Sandri            |
| Gulliver    | Riccardo Rovatti       |
| Seagull     | Riccardo Rovatti       |
| Cantastorie | Davide Dell'Orto       |

## Accoglienza
Caos a Deponia e il suo predecessore, Fuga da Deponia, hanno totalizzato 200.000 vendite globali, entro aprile 2013. La serie Deponia ha totalizzato un fatturato di 2,2 milioni di copie nel 2016, la maggior parte delle quali derivate da vendite a sconto profondo, secondo Carsten Fichtelmann di Daedalic il quale ha osservato che "le vendite a prezzo pieno erano una piccola parte di quel [2,2 milioni] numero".
Le recensioni di Caos a Deponia sono state generalmente positive in quanto ha ricevuto una media di 78/100 sul sito web di aggregatore di recensioni Metacritic. I critici hanno elogiato il gioco per il miglioramento del ritmo e della scrittura predecessore, con altri che lo chiamano troppo simile al primo gioco, ma comunque piacevole.